# Técnica del Incidente Crítico
La  Técnica del Incidente Crítico (o  'CIT' ) es un conjunto de procedimientos utilizados para la recolección de observaciones directas de la conducta humana que tienen una importancia crítica y que cumplen con definir criterios metódicamente. Estas observaciones son vistas como incidentes, que luego se utilizan para resolver problemas prácticos y desarrollar principios psicológicos generales. Un incidente crítico puede ser descrito como aquel que hace una contribución, ya sea positiva o negativa a una actividad o fenómeno. Los incidentes críticos se pueden recolectar de diversas maneras, pero por lo general se les pide a los encuestados contar una historia acerca de una experiencia que han tenido.
CIT es un método flexible, que por lo general se basa en cinco grandes áreas. El primero es determinar y revisar el incidente, seguido de la determinación de hechos, que consiste en la recolección de detalles del incidente de los participantes. Cuando todos los hechos se recolectan, el siguiente paso es identificar los problemas. Después de elegir una decisión, esta puede ser tomada para resolver los problemas basada en varias soluciones posibles. El aspecto final y más importante es la evaluación, que determinará si la solución que se ha seleccionado va a resolver la causa raíz de la situación y no causará más problemas.

## Historia
Se dice que los estudios de Sir Francis Galton han sentado las bases para la Técnica del Incidente Crítico, pero es el trabajo del coronel John C. Flanagan, que dio lugar a la actual forma de CIT.
Flanagan define la Técnica del Incidente Crítico como:

[Un] conjunto de procedimientos para la recolección de observaciones directas del comportamiento humano para facilitar su utilidad potencial en la solución de problemas prácticos y el desarrollo de principios psicológicos amplios ... Por un incidente se entiende cualquier actividad humana especificable que es suficientemente completa en sí misma para permitir inferencias y hacer predicciones acerca de la persona que realiza el acto. Para ser crítico con el incidente, este debe ocurrir en una situación en la que la finalidad o finalidades de la disposición parezcan bastante claras para el observador y donde sus consecuencias son suficientemente precisas para dejar pocas dudas respecto de sus efectos.

El trabajo de Flanagan se llevó a cabo como parte del Programa de Psicología en Aviación de las Fuerzas Aéreas del Ejército de Estados Unidos durante la Segunda Guerra Mundial, donde Flanagan realizó una serie de estudios y se centró en la diferenciación de conductas laborales eficaces e ineficaces. Desde entonces CIT se ha extendido como un método para identificar los requisitos de trabajo, desarrollar recomendaciones para las prácticas efectivas, y determinar las competencias para un gran número de profesionales de diversas disciplinas. En particular, se ha utilizado en la investigación de servicios.
Flanagan definió los incidentes críticos IC como aquellos sucesos de la práctica profesional que causan perplejidad, crean dudas, producen sorpresa, molestia o inquietud por su falta de coherencia o presentar resultados inesperados. De acuerdo con las definiciones que se realizan en la literatura especializada en el análisis de incidentes críticos, podemos encontrar que los IC tienen tres características fundamentales: son inesperados y acotados en el tiempo;ponen en crisis a quien los padece, revelando sus pensamientos y actitudes implícitas, y, al ser considerados dispositivos, obligan a actuar, en uno u otro sentido, a quien lo recibe.
Los incidentes críticos son situaciones, que suponen un acontecimiento percibido como inesperado con consecuencias graves que generan un alto impacto emocional y que tienen una capacidad potencialmente desestabilizadora. Por ello, pueden tener ese doble valor, negativo y positivo ya que nos sorprenden, azoran, perturban, pero también nos sitúan en una tesitura inmejorable para aprender y cambiar.

## Usos principales
CIT se puede utilizar en una amplia variedad de áreas. En general, es más útil en las primeras etapas de desarrollo de las tareas a gran escala y en el análisis de la actividad dentro de los proyectos existentes. Esto se debe principalmente a la capacidad del método para separar rápidamente las principales áreas problemáticas que residen en un sistema.
A lo largo de los años la técnica de incidentes críticos se ha utilizado en distintas disciplinas y áreas del conocimiento como son la hotelería, medicina, enfermería, bibliotecología, administración de empresas, mercadotecnia, negocios, educación, ingenierías, así como aspectos relacionados con la formación docente y  la calidad en el servicio. En países de Europa, América Latina y América del Norte esta técnica ha sido empleada como una alternativa para realizar propuestas de formación docente inicial y continua, que permitan indagar en los sentimientos, las emociones, los pensamientos y las representaciones de los docentes.
En la atención médica, CIT se utiliza en situaciones en las que el examen directo del personal clínico y los investigadores puede ayudar a entender mejor su papel y ayudar a resolver problemas prácticos. Otra ventaja es que ayuda a obtener un mejor conocimiento de sus interacciones con los pacientes y otros médicos. También ayuda al personal clínico a entender mejor su función (por ejemplo, médico, enfermera, educador clínico, miembro de la facultad). En la investigación sanitaria, CIT puede ser un buen recurso en la identificación de las experiencias de un paciente en el ámbito de la salud, la exploración de las interacciones paciente-médico y la determinación de las respuestas del paciente a las enfermedades y tratamientos.
CIT también es utilizado ampliamente en el desarrollo organizacional como una técnica de investigación para la identificación de problemas en la organización. CIT se utiliza como una técnica de entrevista, donde se anima a los informantes para hablar de incidentes inusuales en la compañía en lugar de responder a las preguntas directas. Utilizando CIT pone menos énfasis a la inclusión de las opiniones generales sobre la gestión y los procedimientos de trabajo, en lugar de centrarse en los incidentes específicos.
En investigación de mercado, CIT se ha utilizado con mayor frecuencia en los últimos diez años. Aunque el método CIT apareció por primera vez en la literatura de marketing, hace treinta años, el mayor catalizador para el uso del método de transporte de fondos en la investigación de servicios fue en un estudio en la  Revista de Mercado realizado por Bitner, Booms y Tetreault (1990) que investigaron las fuentes de satisfacción e insatisfacción en los encuentros de servicio.
CIT también se ha utilizado en los estudios sobre el comportamiento de búsqueda de información.
El empleo del CIT también puede permitir la construcción de escenarios típicos de comportamiento de los usuarios cuando interactúan con diversas tecnologías, incluyendo los sistemas de información. Para ello, los investigadores deben solicitar:
1. la causa, la descripción y el resultado de un incidente crítico;
2. sentimientos y percepciones de la situación según los usuarios;
3. las acciones tomadas durante el incidente;
4. cambios (si los hay) en su comportamiento futuro.

Los escenarios típicos pueden ser representados visualmente como un diagrama o un modelo causal.
En el ámbito educativo, la técnica de incidentes críticos ha sido empleada de forma significativa en el análisis de las dificultades en la convivencia escolar, como estrategia de asesoramiento y para promover la reflexión sobre la práctica e identidad docente.
El análisis de IC de acuerdo con la Técnica de Análisis de Incidentes Críticos supone la realización de los siguientes pasos: 
1. Presentación y descripción del caso.
2. Identificación de las emociones que genera el IC.
3. Descripción de la intervención del docente sin entrar en juicios de valor sobre la misma. Que pensó, que dijo, que hizo....
4. Descripción de los resultados de la actuación.
5. Identificación de dilemas generados por el IC e identificación de otras posibles respuestas.
6. Aprendizajes que se generan después del incidente y de la utilización de TAIC y seguimiento del proceso. [6]

## Ventajas y desventajas
Mediante la identificación de los posibles problemas asociados con el usuario, el sistema o las complicaciones del producto, CIT recomienda tratar de asegurar que el mismo tipo de situaciones no resulten una pérdida similar. Hay ventajas y desventajas en el uso de este método, como se muestra a continuación. En general, CIT ha demostrado ser un buen método demostrado por primera vez en 1954. Relativamente, en más de 50 años desde que se presentó este método, se han sugerido pocas modificaciones y sólo pequeños cambios se han hecho para el enfoque inicial de Flanagan.

### Ventajas
- Método flexible que se puede utilizar para mejorar los sistemas multi-usuario.
- Los datos se recogen desde la perspectiva del entrevistado y en sus propias palabras.
- No se obliga a los encuestados en cualquier situación dada.
- Identifica incluso eventos raros que pueden perderse por otros métodos que sólo se centran en los acontecimientos comunes y cotidianos.
- Útil cuando se producen problemas, pero la causa y la gravedad del mismo no se conocen.
- Económico y proporciona buena información.
- Enfatiza las características que harán de un sistema particularmente vulnerable y da la mayor cantidad de beneficios (p.ej. seguridad).
- Puede ser aplicados usando cuestionarios o entrevistas.
- Fácil de entender.

### Desventajas
- El primer problema viene de los tipos de hechos notificados. La Técnica del Incidente Crítico contará con eventos que se recuerdan por los usuarios y también necesitará información exacta y veraz de los mismos. Los incidentes críticos a menudo dependen de la memoria, sin embargo, los incidentes pueden ser imprecisos.
- El método tiene una tendencia a los incidentes que ocurrieron recientemente, ya que son más fáciles de recordar.
- Los encuestados pueden no estar acostumbrados o dispuestos a contar (o escribir) una historia al describir un incidente crítico.
- Debido a que este método se basa en los incidentes que no dicen nada acerca de la situación diaria, puede no ser muy representativo.

## Biografía
Ejemplos en informática / estudio de caso
- Stach, A. and Serenko, A. (2010). "The impact of expectation disconfirmation on customer loyalty and recommendation behavior: Investigating online travel and tourism services". Journal of Information Technology Management XX (3): 26–41.
- Providing Critical Incident Stress Debriefing (CISD) to Individuals & Communities in Situational Crisis, Joseph A. Davis, PhD, LLD(hon), B.C.E.T.S., F.A.A.E.T.S. 1998 by The American Academy of Experts in Traumatic Stress, Inc.
- Use of the critical incident technique in primary care in the audit of deaths by suicide, Redpath, A Stacey, E Pugh and E Holmes County Durham Health Authority, UK.
- Audit of deaths in general practice: pilot study of the critical incident technique, Berlin A, Spencer JA, Bhopal RS, van Zwanenberg TD. Medical School, University of Newcastle upon Tyne.